# Mănăstirea Nechit
Mănăstirea Nechit este o mănăstire ortodoxă de călugări din România situată în satul Nechit, județul Neamț.

### Localizare
Mănăstirea de călugări Nechit se situează pe valea pârâului Nechit, la 35 km sud-vest de municipiul-reședință de județ, Piatra-Neamț. Cele mai cunoscute și utilizate căi de acces sunt:
- Piatra-Neamț-Dumbrava Roșie-Săvinești-Roznov-Borlești-Nechit
- Bacău-Buhuși-Cândești-Rediu-Borlești-Nechit

### Hramuri
La mănăstire se sărbătoresc patru hramuri: hramul Schimbarea la fata în data de 6 august,  hramul Sfinților Mucenici Zenovie, episcopul și Zenovia, sora sa, în data de 30 octombrie ,hramul Sfantului Nicolae 6 decembrie,  hramul Sfântului Ierarh Spiridon, Episcopul Trimitundei, în data de 12 decembrie.

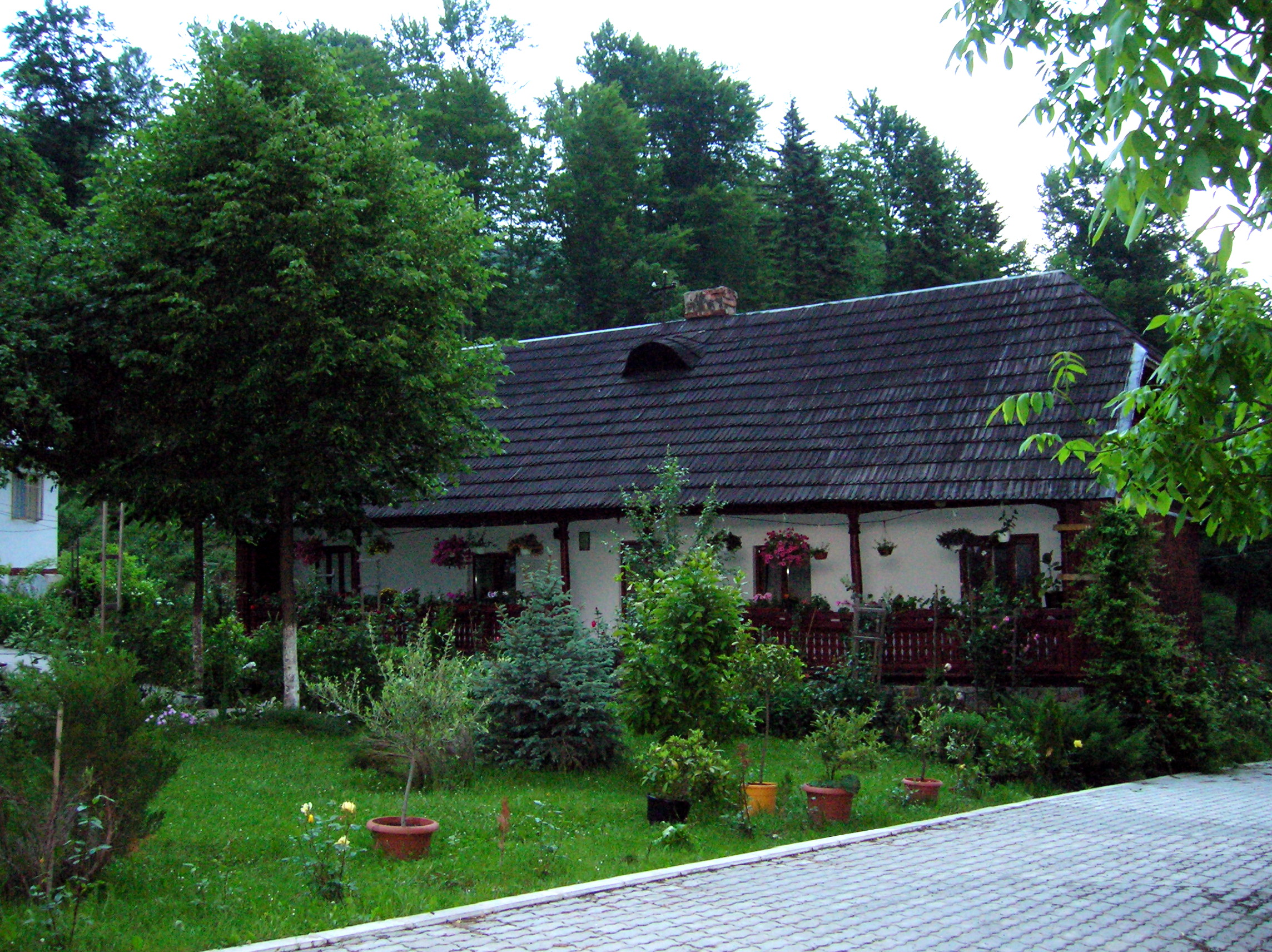
Chilii ale mănăstirii

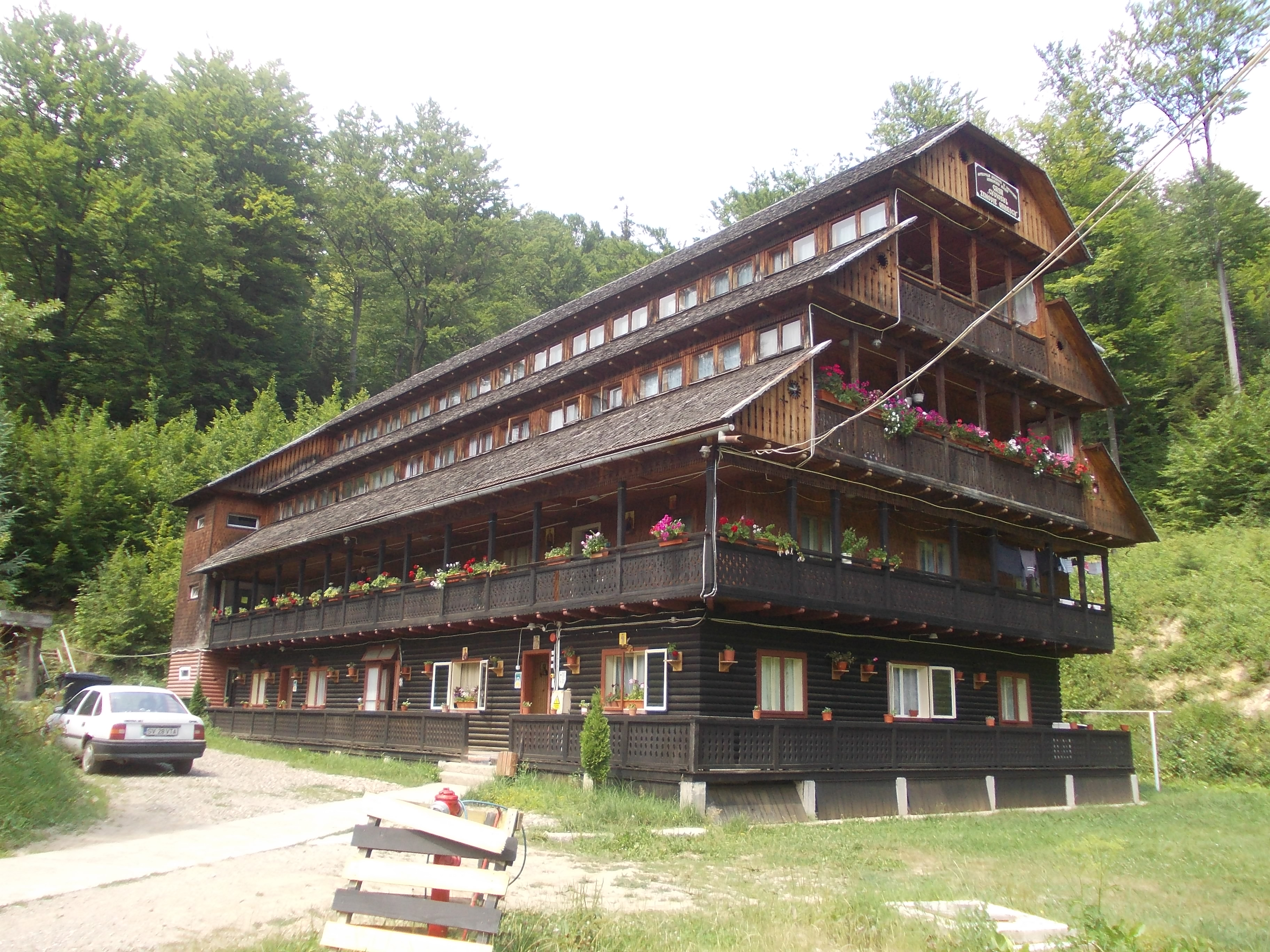
Casa pelerinilor

### Așezământul
Biserica este construită din piatră și cărămidă, fiind tencuită cu ciment alb și praf de piatră, iar fundația este de beton. Forma este de cruce, iar compartimentarea se compune din naos, pronaos și pridvor. Biserica are două turle, una dintre acestea servind drept clopotniță până la construirea unei clopotnițe în incintă. Lungimea construcției este de 34 de metri, înălțimea zidurilor este de 10 metri, iar turnul central al bisericii se înalță 30 de metri de la nivelul solului.
În complexul monahal se mai găsește o construcție, Centrul Socio-Cultural „Sfântul Cuvios Nechita Sihastrul” – o clădire cu patru nivele, care adăpostește o sală de mese, o sală de conferințe, chilii pentru personalul permanent și monahii mănăstirii, precum și încăperi cu destinație administrativ-gospodărească și spații de cazare pentru pelerini.